# Hästmannen – sista striden
Hästmannen – sista striden är en svensk dokumentärfilm från 2014 i regi av Peter Gerdehag och Tell Aulin. Filmen är en uppföljare till Hästmannen (2006) och handlar om hästbonden Stig-Anders Svenssons kamp mot djurskyddsmyndigheterna, som fråntagit honom hans hästar.
Hästmannen – sista striden producerades av Lars Rengfelt för Deep Sea Productions AB och distribuerades av Triart Film AB. Filmen fotades av Gerdehag och klipptes av Aulin. Musiken komponerades av Per-Henrik Mäenpää.

## Mottagande
Hästmannen – sista striden har medelbetyget 2,9/5 på Kritiker.se, baserat på tolv recensioner. Högst betyg fick den av Kommunalarbetaren och Dagens Nyheter, som båda gav betyget 4/5. Lägst betyg fick den av Aftonbladet, Helsingborgs Dagblad, Kulturnyheterna och Sydsvenskan, som alla gav betyget 2/5.